# Бородавкин, Алексей Николаевич
Алексе́й Никола́евич Борода́вкин (род. 10 декабря 1950, Москва, РСФСР, СССР) — советский и российский дипломат. Чрезвычайный и полномочный посол (2004).

## Биография
В 1973 году окончил Московский государственный институт международных отношений МИД СССР. Владеет английским и китайским языками.
- В 1973—1975 годах — служба в ВС СССР.

На дипломатической службе с 1975 года. Занимал различные дипломатические должности в центральном аппарате МИД СССР и за рубежом (Таиланд, Словакия, Австрия).
- В 1993—1997 годах — советник, советник-посланник, заместитель постоянного представителя России при ЭСКАТО Посольства Российской Федерации в Королевстве Таиланд.
- В 1998—1999 годах — заместитель директора Первого департамента стран СНГ МИД России.
- В 1999—2002 годах — директор Четвёртого департамента стран СНГ МИД России.
- С 14 августа 2002 по 9 апреля 2004 года — чрезвычайный и полномочный посол Российской Федерации в Словакии[1][2].
- С 9 апреля 2004 по 26 марта 2008 года — постоянный представитель Российской Федерации при Организации по безопасности и сотрудничеству в Европе (ОБСЕ) в Вене, Австрия[3][4].
- С 26 марта 2008 по 5 декабря 2011 года — заместитель министра иностранных дел Российской Федерации[5][6]. Курировал отношения со странами Азии, вопросы многостороннего сотрудничества в Азиатско-Тихоокеанском регионе.
- С 5 декабря 2011 по 31 января 2018 года — постоянный представитель Российской Федерации при Отделении ООН и других международных организациях в Женеве и Постоянный представитель при Конференции по разоружению в Женеве по совместительству[7][8].
- С 7 февраля 2018 года — чрезвычайный и полномочный посол Российской Федерации в Республике Казахстан[9].

## Семья
Женат. Имеет трёх взрослых сыновей, трёх внуков и внучку.

## Награды
- Благодарность президента Российской Федерации (27 декабря 1999) — за активное участие в подготовке и проведении заседаний руководящих органов Содружества Независимых Государств[10].
- Орден Дружбы (21 сентября 2002) — за многолетнюю плодотворную работу и активное участие в проведении   внешнеполитического курса Российской Федерации[11].
- Орден Почёта (3 июня 2008) — За большой вклад в реализацию внешнеполитического курса Российской Федерации[12].
- Орден «За заслуги перед Отечеством» IV степени (25 мая 2015) — за большой вклад в реализацию внешнеполитического курса Российской Федерации и многолетнюю добросовестную работу[13].
- Благодарность Правительства Российской Федерации (18 апреля 2019) — за достигнутые трудовые успехи и заслуги в развитии международного сотрудничества[14].
- Орден «Достык» II степени (2021, Казахстан)[15].
- Орден «За заслуги перед Отечеством» III степени (15 марта 2021) — за большой вклад в реализацию внешнеполитического курса Российской Федерации и многолетнюю добросовестную дипломатическую службу[16].
- Орден Святого благоверного великого князя Александра Невского III степени (11 мая 2022 года, РПЦ) — во внимание к трудам по развитию мирных этноконфессиональных отношений в Республике Казахстан[17].
- Орден «За заслуги перед Отечеством» II степени (24 июня 2025) — за большой вклад в реализацию внешнеполитического курса Российской Федерации и многолетнюю добросовестную дипломатическую службу[18].

## Дипломатический ранг
- Чрезвычайный и полномочный посланник 2 класса (18 сентября 1996)[19]
- Чрезвычайный и полномочный посланник 1 класса (15 января 2002)[20]
- Чрезвычайный и полномочный посол (28 сентября 2004)[21]